# 佐主岳
佐主岳（さぬしだけ）は、北海道の勇払郡むかわ町と勇払郡厚真町の2町にまたがる標高618.5mの山である。山頂には一等三角点「佐主岳」が設置されている。

## 概要
夕張山地の南部に位置し、厚真川の源流が流れる。地理院地図には記載されていない山だが登山道が存在するなど地元では知られた山となっている。
山名の「佐主」はアイヌ語の「サヌシュペ」から来ているとされるが、その意味についてははっきりしておらず、一説には「sanushupe（低い川）」と考えられている。

## 登山
以前は炭鉱厚真川林道の厚真町側に佐主岳登山口があり山頂まで登山道が整備されていたものの胆振東部地震により現在は通行止めとなっているため登山道までのアプローチは困難になっている。現在はむかわ町側から登るのがメインルートで、ホロカサヌシュベ沢川沿いの林道を尾根を周回するルートや、ホロカサヌシュベ沢川から石山の沢川の林道を逸れて佐主岳登山道がある林道まで直登するルートなどがメインルートである。